# Saul
Saul (hebrejsky שָׁאוּל‎, Ša'ul, doslova „Vyžádaný“) byl první izraelský král, byl synem Kíše. Králem byl 40 let (asi 1050–1010 př. n. l.).

## Vláda
Saul byl vybrán Hospodinem, aby vládl nad jeho vyvoleným národem. Saula vyhledal na pokyn Hospodina tehdejší soudce Izraele prorok Samuel, protože jeho vlastní synové neměli důvěru lidu a lid chtěl svého krále i přesto, že byl Hospodinem varován o utrpení, které mu král přinese. Saul byl spravedlivý panovník a skvělý vojevůdce s požehnáním od Boha. Vždy měl při sobě jako rádce a kněze i Samuela.

## Konec vlády a smrt
Když Saul se svým synem Jonatánem táhli proti Pelištejcům, měl Saul čekat 7 dní na příjezd Samuela, který měl vykonat oběti. Saul po 7 dnech už nechtěl dále čekat a oběti vykonal sám. V tu chvíli dorazil Samuel a vytkl mu, že se nezachoval dle Hospodinova přikázání, a tak přišel o jeho přízeň. Samuel prorokoval Saulovi konec jeho vlády. V té době nechal vyhledat Davida a po zabití Goliáše z něj učiní vojevůdce. David dosahoval skvělých výsledků při svých taženích a byl oblíbencem lidu. Saul na něj žárlil a posílal ho do stále riskantnějších bojů. Pak už šel Saul Davidovi otevřeně po krku a David se musel skrývat i mezi Pelištejci. S nimi pak také táhl do konečné bitvy proti Saulovi v pohoří Gilboa, kde Saul a jeho 3 synové, včetně Davidova přítele Jonatána, zahynuli. Jeho tělo pak Pelištejci vystavili v Bejt Še'anu. Po Saulově smrti se králem stal jeho syn Iš-bošet.

### Saul a čarodějnice z Endoru
Saul se těsně před svou poslední bitvou dotazoval Boha, protože měl strach. Bůh mu však neodpovídal, proto vyhledal čarodějnici v Endoru, přestože sám dříve nechal vyhnat věštce a hadače ze země. Ta vyvolala proroka Samuela z mrtvých. Samuel se na Saula rozhněval a předpověděl mu smrt v bitvě. Saul zemřel bez Boží přízně, protože porušil zákon.

## Odkaz v umění
- Saul – opera Georga Friedricha Händela

## Použité citace z Bible
1. ↑  Byl jeden muž z Benjamína, jmenoval se Kíš, syn Abiele, syna Cerova, syna Bechoratova, syna Afiachova. Byl to mezi Benjamínci vynikající muž. Ten měl syna jménem Saul. – 1.Samuel 9:1-2
2. ↑  Když pak žádali o krále, Bůh jim dal Saula, syna Kíšova, muže z pokolení Benjamínova. Po čtyřiceti letech jej však zavrhl a pozdvihl jim za krále Davida, o němž vydal toto svědectví: ‚Našel jsem Davida, syna Jišajova, muže podle mého srdce; on mi vyplní všechna přání.‘
. - Skutky 13:21-22
3. ↑  Jakmile Samuel spatřil Saula, Hospodin promluvil: "Hle, to je ten muž, o němž jsem ti řekl, že bude spravovat můj lid." – 1.Samuel 9:17
4. ↑  "Pohleď," řekli mu, "ty už jsi starý a tví synové nechodí po tvých cestách. Raději nám tedy ustanov krále, ať nás vede – tak je to přece u všech národů." - 1.Samuel 8:5
5. ↑  "Proto je teď poslechni. Důrazně je ale varuj a vylož jim, jakým způsobem nad nimi bude král vládnout." - 1.Samuel 8:9
6. ↑  Čekal sedm dní, než se dostaví Samuel, jenže ten do Gilgalu stále nepřicházel a Saulovo vojsko se začalo rozprchávat. Proto řekl: "Přineste ke mně oběť zápalnou i pokojnou." A obětoval zápalnou oběť. - 1.Samuel 13:8-9
7. ↑  "Teď ale tvé království neobstojí." - 1.Samuel 13:14
8. ↑  David se vydával, kamkoli ho Saul posílal, a na všech taženích si vedl úspěšně. - 1.Samuel 18:5
9. ↑  ...ale Saul vzal kopí a mrštil ho po něm. Napadlo ho totiž: "Přibodnu Davida ke zdi!" David mu ale dvakrát uhnul. - 1.Samuel 18:11
10. ↑  Když se Filištínům podařilo zabít Saulovy syny Jonatána, Abinadaba a Malki-šuu... - 1.Samuel 31:2
11. ↑  Uťali mu hlavu, vzali zbroj a poslali kolovat po pelištejské zemi jako radostné znamení pro dům svých modlářských stvůr i pro lid. Jeho zbroj uložili v Aštartině domě a jeho mrtvolu přibili na hradby Bet Šeánu. - 1.Samuel 31:9-10.
12. ↑  Saul tedy vzal meč a nalehl na něj. - 1.Samuel 31:4
13. ↑  ...a prohlásil ho králem Gileádu, Ašerovců, Jizreele, Efraima, Benjamína a celého Izraele. Iš-bošet, syn Saulův, začal kralovat ve věku čtyřiceti let a kraloval dva roky. - 2.Samuel 2:9-10
14. ↑  A tak umřel Saul pro přestoupení své, jímž byl přestoupil proti Hospodinu, to jest proti slovu Hospodinovu, jehož neostříhal, a že se také radil s duchem věštím, doptávaje se ho. - Bible kralická, 1. Paralipomenon 10,13